# Gran Premi d'Espanya del 1998
Resultats del Gran Premi d'Espanya de Fórmula 1 de la temporada 1998 disputat al circuit de Montmeló el 10 de maig del 1998.

## Classificació
| Pos | No | Pilot                 | Equip                  | Voltes | Temps/ Retirada  | Pos. de sortida | Punts |
| --- | -- | --------------------- | ---------------------- | ------ | ---------------- | --------------- | ----- |
| 1   | 8  | Mika Häkkinen         | McLaren - Mercedes     | 65     | 1h 33' 38. 3     | 1               | 10    |
| 2   | 7  | David Coulthard       | McLaren - Mercedes     | 65     | + 9.439 s        | 2               | 6     |
| 3   | 3  | Michael Schumacher    | Ferrari                | 65     | + 47.095 s       | 3               | 4     |
| 4   | 6  | Alexander Wurz        | Benetton - Playlife    | 65     | + 1' 02.538 min. | 5               | 3     |
| 5   | 18 | Rubens Barrichello    | Stewart - Ford         | 64     | + 1 Volta        | 9               | 2     |
| 6   | 1  | Jacques Villeneuve    | Williams - Mecachrome  | 64     | + 1 Volta        | 10              | 1     |
| 7   | 15 | Johnny Herbert        | Sauber - Petronas      | 64     | + 1 Volta        | 7               |       |
| 8   | 2  | Heinz-Harald Frentzen | Williams - Mecachrome  | 63     | + 2 Voltes       | 13              |       |
| 9   | 12 | Jarno Trulli          | Prost - Peugeot        | 63     | + 2 Voltes       | 16              |       |
| 10  | 14 | Jean Alesi            | Sauber - Petronas      | 63     | + 2 Voltes       | 14              |       |
| 11  | 10 | Ralf Schumacher       | Jordan - Mugen - Honda | 63     | + 2 Voltes       | 11              |       |
| 12  | 19 | Jan Magnussen         | Stewart - Ford         | 63     | + 2 Voltes       | 18              |       |
| 13  | 21 | Toranosuke Takagi     | Tyrrell - Ford         | 63     | + 2 Voltes       | 21              |       |
| 14  | 22 | Shinji Nakano         | Minardi - Ford         | 63     | + 2 Voltes       | 20              |       |
| 15  | 23 | Esteban Tuero         | Minardi - Ford         | 63     | + 2 Voltes       | 19              |       |
| 16  | 11 | Olivier Panis         | Prost - Peugeot        | 60     | + 5 Voltes       | 12              |       |
| Ret | 9  | Damon Hill            | Jordan - Mugen - Honda | 46     | Motor            | 8               |       |
| Ret | 4  | Eddie Irvine          | Ferrari                | 28     | Col·lisió        | 6               |       |
| Ret | 5  | Giancarlo Fisichella  | Benetton - Playlife    | 28     | Col·lisió        | 4               |       |
| Ret | 17 | Mika Salo             | Arrows                 | 21     | Motor            | 17              |       |
| Ret | 16 | Pedro Diniz           | Arrows                 | 20     | Motor            | 15              |       |

## Altres
- Pole: Mika Häkkinen	1' 20. 262

- Volta ràpida: Mika Häkkinen 1' 24. 275 (a la volta 25)